# Dana Wheeler-Nicholson
Dana Wheeler-Nicholson (New York, 9 oktober 1960) is een Amerikaanse actrice.

## Carrière
Wheeler-Nicholson begon in 1984 met acteren in de film The Little Drummer Girl. Hierna heeft zij nog meerdere rollen gespeeld in films en televisieseries zoals Fletch (1985), Tombstone (1993), What's the Worst That Could Happen? (2001), Fast Food Nation (2006) en Friday Night Lights (2007-2011).

## Filmografie

### Films
Uitgezonderd korte films.
- 2021 Blue Miracle - als Tricia Bisbee
- 2018 Miss Arizona - als Maybelle
- 2015 6 Years - als Joanne
- 2013 Parkland - als Lillian Zapruder
- 2013 Winter in the Blood - als Malvina
- 2013 When Angels Sing – als Maggie
- 2011 Blacktino – als Moon
- 2011 Dadgum, Texas – als Bettie Crawley Magee
- 2011 5 Time Champion – als Danielle
- 2010 Dance with the One – als Mary
- 2006 Fast Food Nation – als Debi Anderson
- 2005 McBride: Anybody Here Murder Marty? – als Victoria Caine
- 2003 The Battle of Shaker Heights – als Mathilda
- 2001 What's the Worst That Could Happen? – als bezoekster galerie
- 2001 Sam the Man – als vrouw in restaurant
- 1997 Living in Peril – als Linda Woods
- 1997 Jamaica Beat – als Lori Peterson
- 1997 Nick and Jane – als Jane
- 1995 The Pompatus of Love – als Kathryn
- 1995 Denise Calls Up – als Gail Donelly
- 1995 Bye Bye Love – als Heidi Schmidt
- 1995 Frank & Jesse – als Annie
- 1993 Tombstone – als Mattie Earp
- 1993 The Night We Never Met – als Inga
- 1993 My Life's in Turnaround – als Rachel
- 1991 N.Y.P.D. Mounted – als Donna Lee Wellington
- 1990 Circuitry Man – als Lori
- 1988 Baby M – als Sherri
- 1985 Fletch – als Gail Stanwyk
- 1984 Mrs. Soffel – als Jessie Bodyne
- 1984 The Little Drummer Girl – als Katrin

### Televisieseries
Uitgezonderd eenmalige gastrollen.
- 2014 - 2015 Nashville - als Beverly O'Connor - 12 afl.
- 2007 – 2011 Friday Night Lights – als Angela Collette – 24 afl.
- 2001 All My Children – als Ilene Pringle - 14 afl.
- 2001 Big Apple – als Joan Kellogg – 3 afl.
- 1987 – 1988 Beverly Hills Buntz – als Rebecca Giswold – 13 afl.
- 1986 – 1987 Crime Story – als Marilyn Stewart – 2 afl.

- International Standard Name Identifier: 0000 0000 4198 7586
- MusicBrainz: 465dc326-ed6a-4e7f-940d-d04d15fbb073
- Virtual International Authority File: 68525815